# Salvator Xuereb
Salvator Xuereb (* 17. November 1965 in New York City, New York) ist ein US-amerikanischer Schauspieler.

## Leben und Karriere
Salvator Xuereb stammt aus New York. Einen Teil seiner Schulausbildung absolvierte er in Frankreich. Nach dem Schulabschluss nahm er zunächst ein Wirtschaftsstudium an der New York University auf, da er ursprünglich in das familieneigene Modeunternehmen einsteigen sollte. Er entschied sich später allerdings dafür Schauspieler zu werden und war 1989 bei einem Gastauftritt in der Serie Spacecop L.A. erstmals vor der Kamera zu sehen. Schnell folgten Auftritte in Doogie Howser, M.D., The Outsiders, China Beach, Melrose Place, Baywatch – Die Rettungsschwimmer von Malibu und Matlock. 1993 war er als Claude im Film Killing Zoe zu sehen, der das Regierdebüt von Roger Avary darstellte. Ein Jahr darauf folgte eine Minirolle im Film Natural Born Killers. 1996 spielte er einen Soldaten im Film Barb Wire. 1997 war er als Liam Fallon im Politthriller Brothers in Arms zu sehen. Von 1997 bis 1998 verkörperte er die Rolle des Lt. A.J. "Buddha" Conaway in der Serie Pensacola – Flügel aus Stahl.
Nach Pensacola folgten eine Reihe von Auftritten in Serien wie V.I.P. – Die Bodyguards, Dark Angel, CSI: Vegas, Boomtown, CSI: Miami, Las Vegas, 24, Medium – Nichts bleibt verborgen, Saving Grace, Criminal Minds, Dexter, K-Ville, Dr. House, Knight Rider, Leverage, 90210, Dark Blue, The Glades, The Event, Revenge , Justified, Teen Wolf, Timeless, Navy CIS: L.A. und Feud – Die Feindschaft zwischen Bette und Joan. 2007 war Xuereb als Patterson im Film Big Stan zu sehen. 2014 spielte er eine kleine Rolle im Marvel-Film The Return of the First Avenger

## Persönliches
Xuereb war in erster Ehe mit der Schauspielerin Cristi Conaway verheiratet. Seit 2003 ist er mit der Drehbuchautorin und Produzentin Nikki Toscano verheiratet, mit der er zwei Kinder hat. Sein Zwillingsbruder Emmanuel Xuereb war bis 2008 ebenfalls als Schauspieler aktiv.

## Filmografie (Auswahl)
- 1989: Spacecop L.A. (Fernsehserie, Episode 1x05)
- 1990: Doogie Howser, M.D. (Fernsehserie, Episode 1x19)
- 1990: The Outsiders (Fernsehserie, Episode 1x08)
- 1991. Born to Ride
- 1992: Melrose Place (Fernsehserie, Episode 1x09)
- 1993: Baywatch – Die Rettungsschwimmer von Malibu (Baywatch, Fernsehserie, Episode 3x18)
- 1993: Blonder Todesengel (Quick)
- 1993: Killing Zoe
- 1994: Natural Born Killers
- 1994: Matlock (Fernsehserie, Episode 9x04)
- 1994: Unmoralisches Begehren (A Passion to Kill)
- 1995: The Doom Generation
- 1996: Barb Wire
- 1997: Lewis & Clark & George
- 1997: Ravager – Die Virusfalle (Ravager)
- 1997: Brothers in Arms
- 1997–1998: Pensacola – Flügel aus Stahl (Penacola: Wings of Gold, Fernsehserie, 22 Episoden)
- 1998, 2002: New York Cops – NYPD Blue (NYPD Blue, Fernsehserie, 2 Episoden)
- 2000: V.I.P. – Die Bodyguards (VIP, Fernsehserie, Episode 2x11)
- 2001: Dark Angel (Fernsehserie, Episode 1x14)
- 2002: CSI: Vegas (CSI: Crime Scene Investigation, Fernsehserie, Episode 3x05)
- 2002: Fastlane (Fernsehserie, Episode 1x05)
- 2003: Boomtown (Fernsehserie, Episode 1x12)
- 2004: CSI: Miami (Fernsehserie, Episode 2x18)
- 2004: Las Vegas (Fernsehserie, Episode 1x22)
- 2004: 24 (Fernsehserie, Episode 3x24)
- 2005: False River
- 2006: Medium – Nichts bleibt verborgen (Medium, Fernsehserie, Episode 2x17)
- 2007: Blur
- 2007: Game of Life
- 2007: Saving Grace (Fernsehserie, Episode 1x09)
- 2007: Criminal Minds (Fernsehserie, Episode 3x05)
- 2007: Dexter (Fernsehserie, Episode 2x06)
- 2007: Big Stan
- 2007: K-Ville (Fernsehserie, Episode 1x06)
- 2008: Dr. House (House M.D., Fernsehserie, Episode 5x06)
- 2009: Knight Rider (Fernsehserie, Episode 1x14)
- 2009: Leverage (Fernsehserie, Episode 2x08)
- 2009: Angel Wishes: Journey of a Spiritual Healer
- 2010: Men of a Certain Age (Fernsehserie, 2 Episoden)
- 2010: 90210 (Fernsehserie, Episode 2x17)
- 2010: Miss Nobody
- 2010: Dark Blue (Fernsehserie, Episode 2x03)
- 2010: The Glades (Fernsehserie, Episode 1x08)
- 2010: Hard Breakers
- 2011: The Event (Fernsehserie, Episode )
- 2012: Awake (Fernsehserie, Episode 1x05)
- 2012: Camilla Dickinson
- 2012: Revenge (Fernsehserie, Episode 2x08)
- 2013: Justified (Fernsehserie, Episode 4x06)
- 2014: The Return of the First Avenger (Captain America' The Winter Soldier)
- 2015: Teen Wolf (Fernsehserie, 2 Episoden)
- 2016: Baskets (Fernsehserie, Episode 1x01)
- 2016: Dance Camp
- 2016: Timeless (Fernsehserie, Episode 1x07)
- 2016–2017: Navy CIS: L.A. (NCIS' Los Angeles, Fernsehserie, 3 Episoden)
- 2017: Feud – Die Feindschaft zwischen Bette und Joan (Feud, Fernsehserie, Episode 1x08)
- 2018: 9-1-1 (Fernsehserie, Episode 2x09)
- 2020: Burning Dog